# Kabinett Prodi I
Das Kabinett Prodi regierte Italien vom 17. Mai 1996 bis zum 21. Oktober 1998. Davor regierte das Kabinett Dini, danach das Kabinett D’Alema I. Die Regierung von Ministerpräsident Romano Prodi wurde von dem Mitte-links-Bündnis L’Ulivo und einigen kleineren Parteien getragen.
Nach dem Zusammenbruch des alten Parteiensystems und der gegen Berlusconi im Frühjahr 1996 gewonnenen Parlamentswahl setzte Romano Prodi die Reformen verschiedener Vorgängerregierungen fort und gab verstärkt eigene Reformimpulse. Wichtiges Ziel war der Beitritt Italiens zur Europäischen Wirtschafts- und Währungsunion. Das Ausscheren der linksradikalen Rifondazione Comunista, die neoliberale Tendenzen kritisierte, führte 1998 zum Rücktritt der Regierung Prodi.

## Minister
| Ministerien                    | Name                                                                         | Partei    |
| ------------------------------ | ---------------------------------------------------------------------------- | --------- |
| Ministerpräsident              | Romano Prodi                                                                 | Ulivo     |
| Äußeres                        | Lamberto Dini                                                                | RI        |
| Inneres                        | Giorgio Napolitano                                                           | PDS       |
| Justiz                         | Giovanni Maria Flick                                                         | parteilos |
| Verteidigung                   | Beniamino Andreatta                                                          | PPI       |
| Haushalt und Schatz            | Carlo Azeglio Ciampi                                                         | parteilos |
| Finanzen                       | Vincenzo Visco                                                               | PDS       |
| Landwirtschaft                 | Michele Pinto                                                                | PPI       |
| Öffentliche Arbeiten           | Antonio Di Pietro (bis 20. November 1996) Paolo Costa (ab 20. November 1996) | parteilos |
| Verkehr                        | Claudio Burlando                                                             | PDS       |
| Industrie                      | Pier Luigi Bersani                                                           | PDS       |
| Außenhandel                    | Augusto Fantozzi                                                             | RI        |
| Post                           | Antonio Maccanico                                                            | UD        |
| Gesundheit                     | Rosy Bindi                                                                   | PPI       |
| Arbeit und Soziales            | Tiziano Treu                                                                 | RI        |
| Kulturgüter                    | Walter Veltroni                                                              | PDS       |
| Umwelt                         | Edoardo Ronchi                                                               | FdV       |
| Bildung und Forschung          | Luigi Berlinguer                                                             | PDS       |
| Minister ohne Geschäftsbereich | Name                                                                         | Partei    |
| Soziales                       | Livia Turco                                                                  | PDS       |
| Verwaltungsreformen            | Franco Bassanini                                                             | PDS       |
| Beziehungen zum Parlament      | Giorgio Bogi                                                                 | SR        |
| Gleichberechtigung             | Anna Finocchiaro                                                             | PDS       |